# 森山裕
森山裕（もりやま ひろし，1945年4月8日—），日本政治家，自由民主黨黨員。出身於鹿兒島縣鹿屋市。共當選1屆參議院議員、5屆眾議院議員。在自民黨內屬於近未來政治研究會（森山派）。
歷任鹿兒島市議會議員（7期）、鹿兒島市議會議長等職務。2015年成為第三次安倍改造內閣的農林水產大臣。
實際上其名並非「衣部（衤）」的「裕」，而是异体字「示部（礻）」的「𥙿」。由於「𥙿」不是人名用漢字，因此在日本以常用字「裕」或逕採平假名表記。

## 外部連結
- 官方網站 （页面存档备份，存于）

| 官衔                      | 官衔                                          | 官衔                    |
| ------------------------- | --------------------------------------------- | ----------------------- |
| 前任： 林芳正             | 農林水產大臣 第59代：2015年 - 2016年8月3日    | 繼任： 山本有二         |
| 前任： 田中和德 富田茂之  | 財務副大臣 與遠藤乙彥一起 2007年 - 2008年     | 繼任： 竹下亘 平田耕一  |
| 前任： 砂田圭佑、吉田幸弘 | 財務大臣政務官 與田中和德一起 2002年 - 2003年 | 繼任： 七条明、山下英利 |
| 議會席位                  |                                               |                         |
| 前任： 小宮山泰子         | 眾議院農林水產委員長 2012年 - 2013年          | 繼任： 坂本哲志         |